# Giải quần vợt Wimbledon 1888 - Đơn nữ
Blanche Hillyard đánh bại Miss Howes 6–1, 6–2 trong All Comers' Final, và then đương kim vô địch Lottie Dod đánh bại Hillyard 6–3, 6–3 trong Challenge Round để giành chức vô địch Đơn nữ tại Giải quần vợt Wimbledon 1888.

## Kết quả

### Từ viết tắt
| - Q = Vòng loại - WC = Đặc cách - LL = Thua cuộc may mắn - Alt = Thay thế - SE = Miễn đặc biệt | - PR = Bảo toàn thứ hạng - w/o = Thắng nhờ đối thủ rút lui trước trận đấu - r = Bỏ cuộc giữa trận đấu - d = Bị xử thua - SR = Xếp hạng đặc biệt |

### Challenge round
|  | Challenge Round  |                  |   |   |  |  |
|  |                  |                  |   |   |  |  |
|  | Blanche Hillyard | Blanche Hillyard | 3 | 3 |  |  |
|  | Blanche Hillyard | Blanche Hillyard | 3 | 3 |  |  |
|  | Lottie Dod       | Lottie Dod       | 6 | 6 |  |  |

### All Comers'
|  | Tứ kết           | Tứ kết           | Tứ kết | Tứ kết | Tứ kết |  |  | Bán kết          | Bán kết          | Bán kết          | Bán kết          | Bán kết |   |  | Chung kết  | Chung kết  | Chung kết | Chung kết | Chung kết |  |
|  |                  |                  |        |        |        |  |  |                  |                  |                  |                  |         |   |  |            |            |           |           |           |  |
|  |                  |                  |        |        |        |  |  | Miss Howes       | Miss Howes       | 6                | 6                |         |   |  |            |            |           |           |           |  |
|  | D Patterson      | D Patterson      | 6      | 6      |        |  |  | D Patterson      | D Patterson      | 4                | 2                |         |   |  |            |            |           |           |           |  |
|  | Blanche Williams | Blanche Williams | 0      | 3      |        |  |  |                  |                  |                  |                  |         |   |  | Miss Howes | Miss Howes | 1         | 2         |           |  |
|  | Blanche Hillyard | Blanche Hillyard | 6      | 6      |        |  |  |                  |                  | Blanche Hillyard | Blanche Hillyard | 6       | 6 |  |            |            |           |           |           |  |
|  | Miss Canning     | Miss Canning     | 2      | 2      |        |  |  | Blanche Hillyard | Blanche Hillyard |                  |                  |         |   |  |            |            |           |           |           |  |
|  |                  |                  |        |        |        |  |  | Miss Phillimore  | Miss Phillimore  | w/o              |                  |         |   |  |            |            |           |           |           |  |